# Danny Sauter
Daniel Joseph Sauter (sinh ngày 14 tháng 7 năm 1988) là một giám đốc công ty phi lợi nhuận và nhà tổ chức cộng đồng ở San Francisco, California. Ông đang tranh cử vào Hội đồng Giám sát San Francisco để đại diện cho Khu vực Quận 3, bao gồm các khu vực lân cận North Beach, Chinatown, Telegraph Hill, North Waterfront, Financial District, Nob Hill, Union Square, Maiden Lane và một phần của Russian Hill.

## Tiểu sử
Sauter sinh ra và lớn lên ở Columbus, Ohio. Anh theo học ngành Marketing và tiếng Trung tại Đại học Miami. Anh thông thạo nhiều thứ tiếng, nói được tiếng Anh, tiếng Quan Thoại, tiếng Quảng Đông và tiếng Tây Ban Nha. Sauter đã cư trú ở San Francisco trong gần một thập kỷ và hiện đang sống ở North Beach cùng vợ.

## Sự nghiệp

### Tổ chức cộng đồng
Trước khi bước vào chính trường, Sauter đã tham gia vào các vấn đề của khu phố mà anh sống. Lần đầu tiên anh được công chúng chú ý với tư cách là Chủ tịch của North Beach Neighbors, nơi ông đồng lãnh đạo nỗ lực mang Chợ nông dân hàng tuần đến khu vực lân cận và xuất bản một nghiên cứu tuyển dụng thương mại đã gióng lên hồi chuông cảnh báo về những khó khăn mà các doanh nghiệp nhỏ gặp phải ở San Francisco. Gần đây nhất, Sauter bắt đầu North Beach Delivers, một chương trình giao hàng miễn phí nhằm cứu trợ và hỗ trợ các nhà hàng địa phương trong đại dịch COVID-19.

### Kinh doanh
Sauter là Giám đốc điều hành của Trung tâm Cộng đồng Lân cận (NCT), một liên minh của các trung tâm cộng đồng trên khắp San Francisco bao gồm Cameron House ở Chinatown và Trung tâm Quận Richmond ở Quận Richmond. Anh đã giúp tổ chức phi lợi nhuận bằng các khoản tài trợ, gây quỹ, phát triển chương trình và trao quyền để cải thiện cộng đồng của họ.

### Chính trị
Vào ngày 28 tháng 1 năm 2020, Sauter thông báo rằng ông sẽ là ứng cử viên cho chiếc ghế Giám sát Quận 3, tranh cử cùng với người đương nhiệm bốn nhiệm kỳ trước đó là Aaron Peskin. Vào tháng 6 năm 2020, Ủy ban Đạo đức San Francisco đã chứng nhận tính đủ điều kiện của Sauter là ứng cử viên được tài trợ công đầu tiên trong cuộc đua vào tháng 11 năm 2020.
Vào tháng 7 năm 2020, Sauter đã lên tiếng ủng hộ việc đưa một biện pháp thuế vào cuộc bỏ phiếu vào tháng 11 năm 2020 để tài trợ cho Caltrain, nơi đã giảm 95% số lượng hành khách do đại dịch COVID-19 ở California.